# Дуалиб, Алберту
Албе́рту Дуали́б (порт.-браз. Alberto Dualib; 14 декабря 1919, Сан-Паулу — 13 июля 2021) — бразильский спортивный функционер, президент спортивного клуба «Коринтианс» с 1993 по 2007 год. При Дуалибе «Коринтианс» завоевал множество трофеев на внутренней и международной арене, включая победу в первом клубном чемпионате мира 2000 года. Однако конец эпохи правления Дуалиба был омрачён рядом скандалов.

## Биография
Родился в зажиточной семье ливанского происхождения в 1919 году. Дуалибу принадлежали компании All Latex Indústria и Comércio de Artigos Esportivos LTDA, занимавшиеся спортивной экипировкой. Также Дуалиб занимался недвижимостью. На протяжении многих лет он боролся за власть в «Коринтиансе» с семейством Висенте Матеуса. В 1993 году ему удалось опередить на выборах жену Висенте, Марлене Матеус, при которой «Коринтианс» показывал довольно скромные спортивные результаты.
Во время президентства Алберту Дуалиба «Коринтианс» добился выдающихся спортивных результатов как на внутренней, так и на международной арене. В 1998, 1999, 2005 годах команда становилась чемпионом Бразилии, в 2000 году выиграла первый в истории клубный чемпионат мира ФИФА, одолев в серии пенальти соотечественников из «Васко да Гамы». Кроме того, «Коринтианс» пять раз становился чемпионом Лиги Паулисты и дважды завоёвывал Кубок Бразилии.
Последние годы правления Дуалиба были омрачены финансовыми скандалами. «Коринтианс», сумевший привлечь огромные инвестиции от MSI (одним из инвесторов которого, по сообщениям СМИ, был Роман Абрамович), возглавляемого Киа Джурабчаном, и ставший самым богатым клубом в Латинской Америке, был вынужден продать своих звёзд — Карлоса Тевеса, Хавьера Маскерано, Нилмара, Карлоса Алберто, Себастьяна Домингеса, Марсело Матоса.
В последний раз Алберту Дуалиб был переизбран на пост президента «Тимау» 3 февраля 2006 года, и сразу же столкнулся с резкой оппозицией во главе с Валдемаром Пиресом, возглавлявшим клуб в начале 1980-х годов. Дуалибу удалось договориться с оппонентами. Но в середине 2007 года федеральными прокурорами против Дуалиба было выдвинуто обвинение в отмывании денег и в сговоре с владельцами MSI. 7 августа того же года Совет директоров клуба отстранил президента на два месяца от исполнения обязанностей и назначил и. о. Клодомила Орси. После открытия следствием новых фактов мошенничества 21 сентября 2007 года Дуалиб принял решение уйти в отставку окончательно. Спустя несколько дней Дуалиб признался, что титул чемпионов Бразилии 2005 года, завоёванный «Коринтиансом» из-за переигровок 11 матчей, должен был достаться «Интернасьоналу». На этом эра Дуалиба в «Коринтиансе» закончилась.
В 2007 году ослабленный «Коринтианс» вылетел в Серию B. Команда сумела преодолеть финансовую разруху, вернулась в следующем году в Серию A, стала чемпионом страны в 2011 году и уже в 2012 году впервые в своей истории выиграла Кубок Либертадорес, а затем и клубный чемпионат мира. В отношении Дуалиба продолжали вести следственные действия.

## Титулы «Коринтианса» во время президентства Алберту Дуалиба
- Чемпион штата Сан-Паулу (5): 1995, 1997, 1999, 2001, 2003
- Победитель турнира Рио-Сан-Паулу (1): 2002
- Чемпион Бразилии (3): 1998, 1999, 2005
- Чемпион Кубка Бразилии (2): 1995, 2002
- Клубный чемпион мира (1): 2000